# Коршун паразит
Коршун паразит (лат. Milvus aegyptius) — вид хищных птиц семейства ястребиных. Выделяют два подвида. Распространены в Африке.

## Классификация
Вид впервые описан в 1788 году немецким натуралистом Иоганном Фридрихом Гмелином (нем. Johann Friedrich Gmelin, 1748—1804) в его пересмотренном и расширенном издании "Естественной системы" Карла Линнея. Он уточнил, что птица была найдена в Египте, поместил её в род Falco под биноменом Falco aegyptius. В настоящее время является одним из трех коршунов, отнесенных к роду Milvus, который был введен в 1799 году французским натуралистом Бернаром Жерменом де Ласепедом.
Коршун паразит ранее считался конспецифичным чёрному коршуну (Milvus migrans). В молекулярно-филогенетическом исследовании, опубликованном в 2005 году, сравнивались последовательности ДНК двух митохондриальных локусов красных, чёрных и коршунов паразитов. Было обнаружено, что между тремя видами существует значительное расхождение. Позже неоднократно подтверждались различия между чёрным коршуном и коршуном паразитом.
Выделяют два подвида:
- M. a. aegyptius (Gmelin, 1788) — Африка южнее Сахары, включая Мадагаскар (исключая бассейн реки Конго)
- M. a. parasitus (Daudin, 1800) — Египет, юго-западная Африка, полуостров Сомали

## Описание и биология
Коршун паразит — коршун среднего размера с длиной тела 50—60 см, длинными, узкими, заострёнными крыльями и длинным хвостом с вилкообразной выемкой. В отличие от чёрного коршуна, окраска оперения у коршуна паразита более однородная, т.е. голова и затылок коричневые, как и верхняя часть тела. У взрослых особей клюв жёлтого цвета, но чёрный у молоди. Радужная оболочка тёмная. Лапы жёлтые.
Встречается в разнообразных местах обитания, включая пригородные парки, редко в засушливых областях (Намиб, Кару). Спектр питания очень широк — от насекомых до мелких позвоночных. Существенную роль в питании играет падаль.

## Галерея

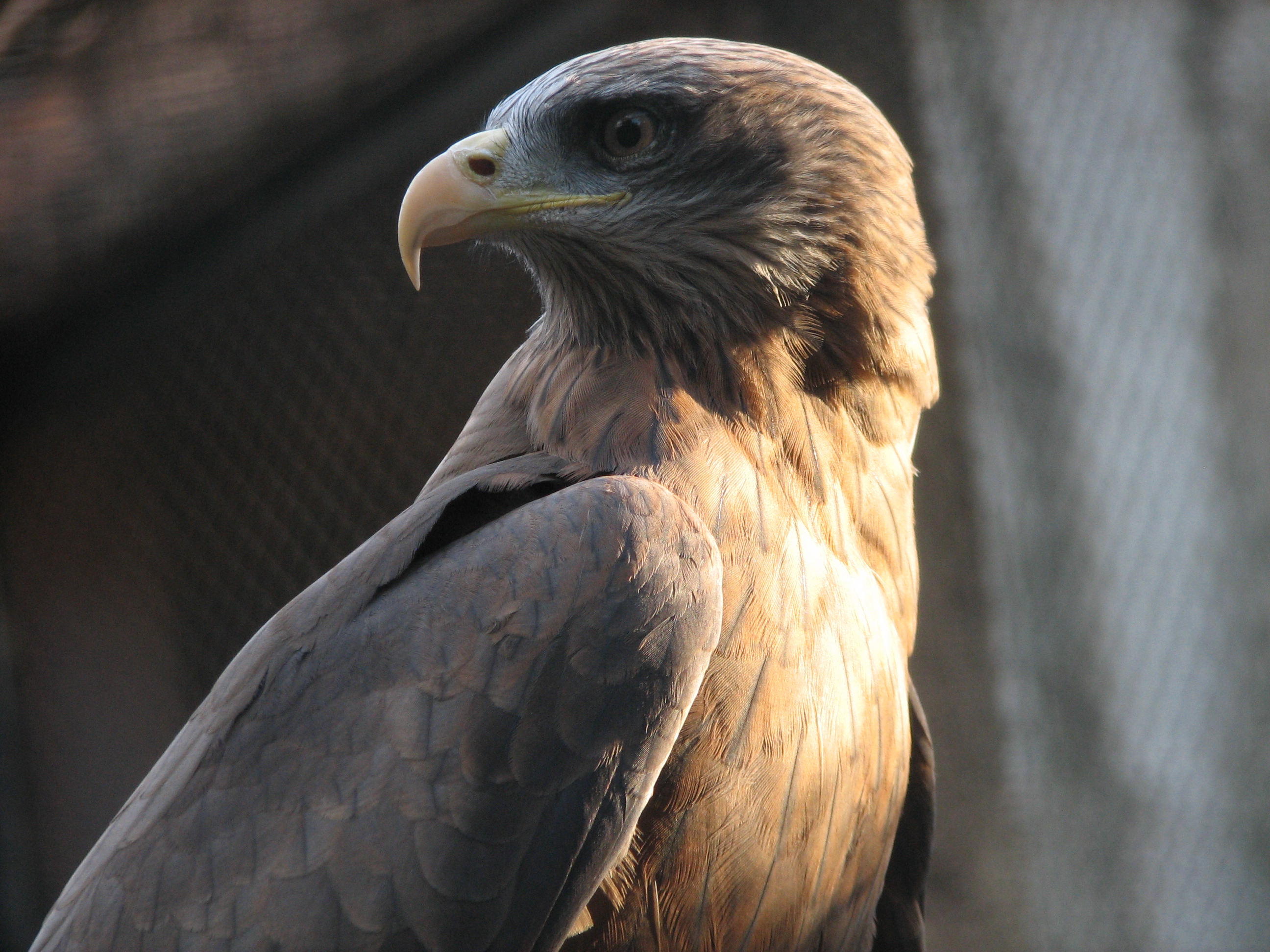
Мадагаскар
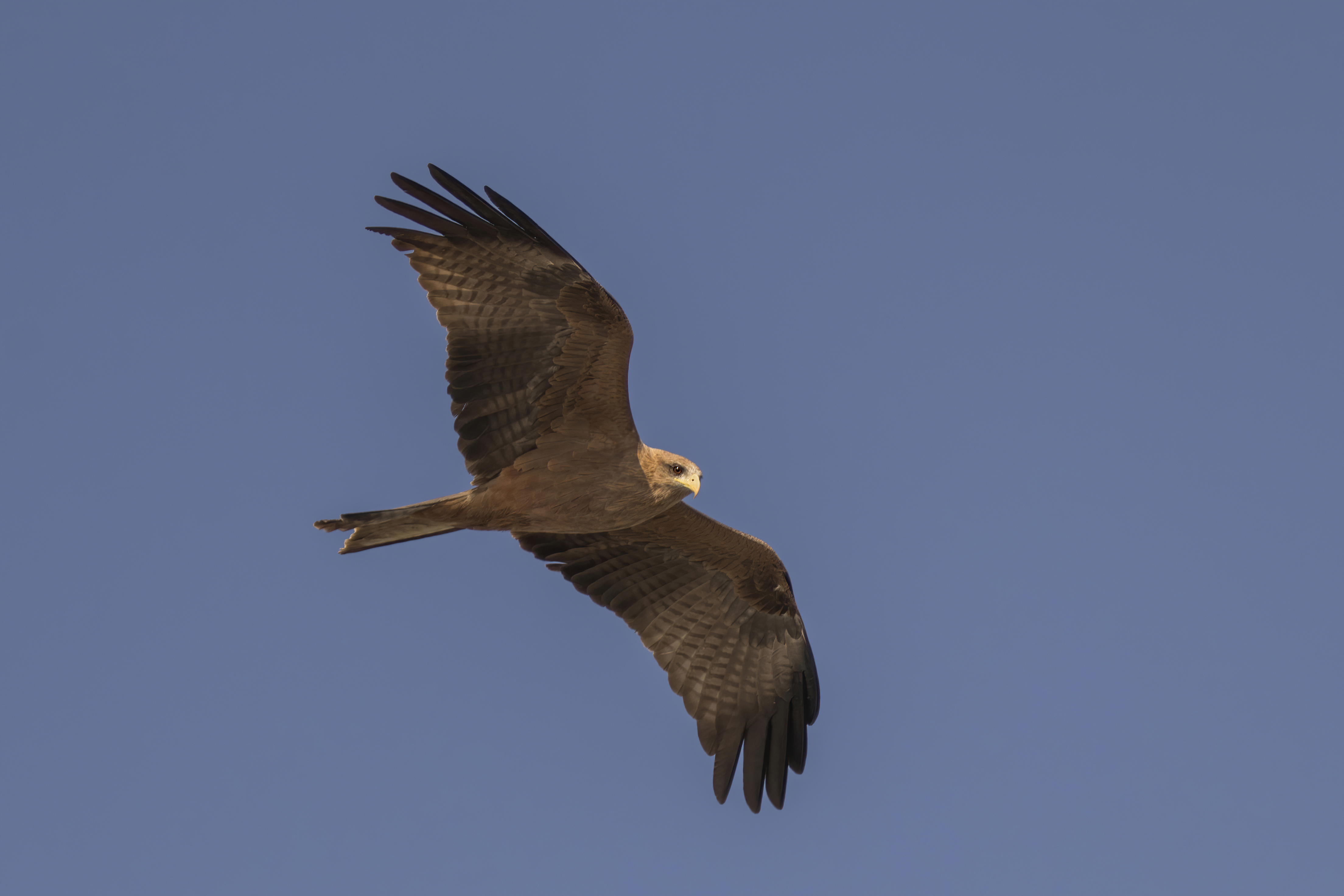
M. a. aegyptius,  Эфиопия
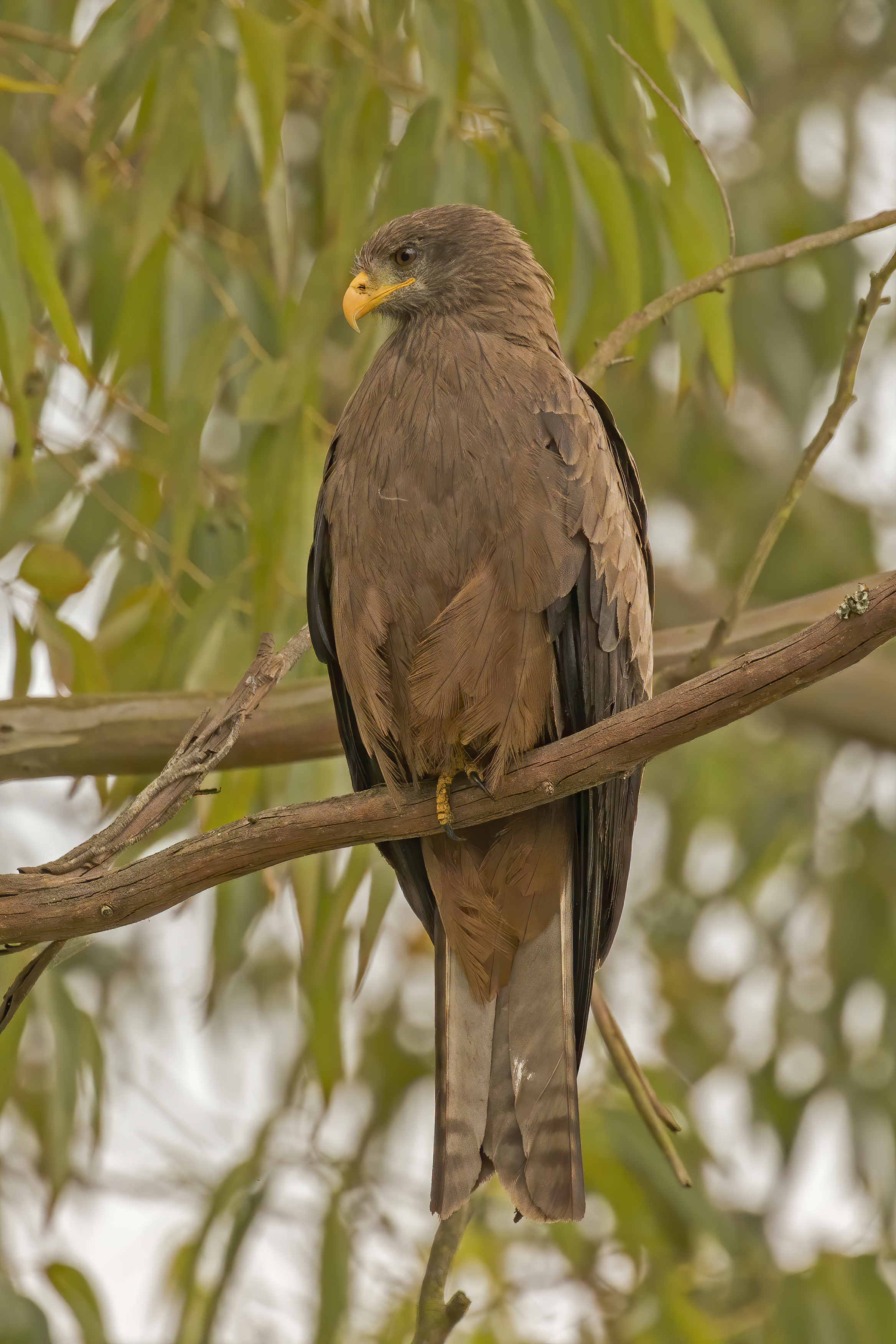
Milvus aegyptius parasitus, Уганда
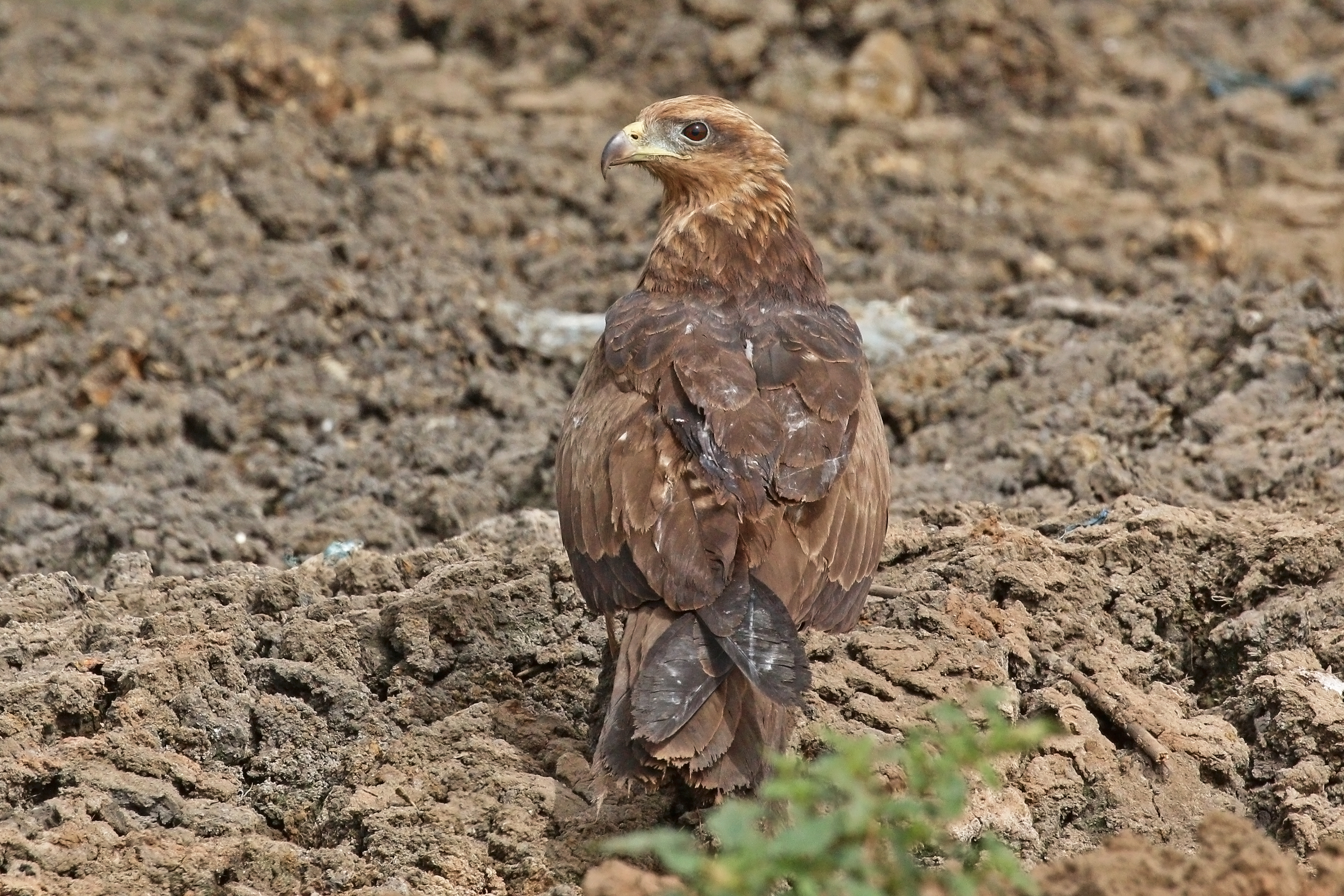
Молодая особь Milvus aegyptius parasitus, Гамбия